# Adelphocoris lineolatus
Espèce
Adelphocoris lineolatus (capside de la luzerne ou capside des légumineuses) est une espèce d'insectes du sous-ordre des hétéroptères (punaises), de la famille des Miridae.
Cette punaise phytophage provoque par ses piqûres des arrêts de croissance et des chutes de fleurs, chez la luzerne cultivée, ce qui est particulièrement préjudiciable aux cultures de luzerne porte-graines, destinée à la production de semences.

## Synonymie
Selon BioLib (2 août 2014)
- Adelphocoris binotata Goeze
- Adelphocoris chenopodii Fallen, 1807
- Adelphocoris italica Tamanini, 1961
- Adelphocoris lineolatus baltrumensis Schumacher, 1911
- Adelphocoris lineolatus binotatus Wagner, 1960
- Adelphocoris lineolatus bisbipunctata Tamanini, 1982
- Calocoris chenopodii
- Calocoris chenopodii implagiata
- Calocoris chenopodii lineolatus
- Calocoris lineolatus bisbipunctatus Reuter, 1891